# Cason
El Cason fue un carguero de bandera panameña botado en 1969, que el 5 de diciembre de 1987, mientras navegaba frente a las costas gallegas, sufrió un accidente debido a un temporal que hizo que la carga se moviese y provocase un incendio. El barco embarrancó en la costa en Finisterre, en la punta de Castelo, al sur de la playa de O Rostro. Fallecieron 23 de los 31 tripulantes del navío, todos de nacionalidad china.
El Cason transportaba una carga de 1.100 toneladas, consistentes en 5.000 bidones, sacos y contenedores de productos químicos inflamables (xileno, butanol, acrilato de butilo, ciclohexanona, sodio), tóxicos (aceite de anilina, difenilmetano, o-cresol, dibutilflato) y corrosivos (ácido fosfórico, anhídrido alifático), que se embarcaron en los puertos de Hamburgo, Róterdam y Amberes para dirigirse al puerto chino de Shanghái. Aún se discute a día de hoy si el manifiesto de carga del Cason ocultaba material tóxico como radio o uranio.
El vertido y posterior incendio de la carga del navío en la tarde del 10 de diciembre, emitido en directo por la TVG, al entrar en contacto el agua de mar con la carga de sodio, provocó una gran alarma social, aumentada por la falta de información de las autoridades, ya que los materiales podían explotar al contacto con el agua provocando una nube tóxica, por lo que el gobierno gallego, presidido por Fernando González Laxe que acababa de tomar posesión hacía pocas semanas, ejecutó una recomendación de la delegación del Gobierno, (Domingo García Sabell), quien decidió evacuar a toda la población de Finisterre, Cee,Corcubión y Muxía(unas 20.000 personas) hacia Santiago de Compostela y La Coruña.
El Delegado del Gobierno anunció por la Radio Galega la noche del 10 al 11 de diciembre que 700 autobuses se dirigían a Fisterra para ejecutar la evacuación, lo que provocó el pánico de los vecinos, que huyeron por sus medios principalmente hacia Vimianzo, Carballo, Muros, Carnota,Santiago de Compostela y La Coruña. Posteriormente, García Sabell compareció a las pocas horas de anunciar la evacuación para desmentir que la nube ocasionada por la explosión fuese tóxica, pero era ya tarde para el desmentido y la coexistencia de mensajes contradictorios desde las autoridades alentaron la desconfianza. 
Algunos vecinos de Fisterra, la mayoría de avanzada edad, decidieron quedarse en el pueblo a pesar de la histeria y de las molestias respiratorias que causaba el humo, como picores de garganta, mareos y sequedad en las mucosas nasales. Los refugiados se quejarían ante las cámaras de la TVG esa misma noche de la improvisación y la falta de medios de la evacuación, ya que, en los pabellones deportivos que actuaron de refugio, no había ni siquiera colchonetas en las que poder acostar a los niños más pequeños.
El Gobierno Central decidió llevar la carga al cuartel de infantería de Parga, en el ayuntamiento de Guitiriz, pero una barricada vecinal, que ocupó la carretera con neumáticos ardiendo, impidió el acceso de los camiones cargados con el material del Casón, y se produjeron enfrentamientos con la Guardia Civil. Posteriormente se decidió trasladar la carga al muelle Alumina-Aluminio (hoy ALCOA) en San Ciprián, donde se reprodujeron los enfrentamientos, impidiendo el comité de empresa el paso de los camiones. 
Alarmados los trabajadores de la fábrica de Alúmina-Aluminio por los rumores sobre la posible letalidad de la carga, y siguiendo instrucciones del comité de empresa, abandonaron aterrorizados sus puestos de trabajo y la planta industrial quedó totalmente inutilizada al pararse los hornos bruscamente y sin haberse seguido un procedimiento de parada establecido. Fue por ello necesario desguazar la mayoría de la instalación y reconstruirla con el dinero que abonó Musini, aseguradora estatal, con cargo al siniestro. El coste superó los 20.000 millones de pesetas, siendo hasta hoy el siniestro más caro de la historia del seguro en España. La carga del "Cason" estuvo en los muelles de San Cibrao hasta que fue embarcada con destino a Amberes.
La planta modernizó sus instalaciones con financiación pública a cambio de este servicio, y despidió a los 23 miembros del comité de empresa que había bloqueado el paso de la carga. Finalmente la carga desembarcó en Amberes.
El barco fue desguazado en el lugar donde varó, aunque la mayor parte de su estructura y el pecio permanece bajo las aguas de la playa de O Rostro.